# Ligeria latigena
Ligeria latigena är en tvåvingeart som beskrevs av Wood 1985. Ligeria latigena ingår i släktet Ligeria och familjen parasitflugor.
Artens utbredningsområde är Northwest Territories, Kanada. Inga underarter finns listade i Catalogue of Life.